# Volo Santa Bárbara Airlines 518
Il volo Santa Barbara Airlines 518 era un volo di linea interno tra l'aeroporto di Mérida e l'aeroporto di Caracas. Il 21 febbraio 2008 il volo, operato da un ATR 42, si schiantò contro il fianco di una montagna poco dopo il decollo, uccidendo tutte le 46 persone a bordo (43 passeggeri e 3 membri d'equipaggio).
È stato il peggior incidente aereo che ha coinvolto un ATR 42 fino allo schianto del volo Trigana Air 267 a Papua, Indonesia, nel 2015, con 54 vittime.

## I passeggeri
Mentre erano in corso le attività di ricerca e soccorso, i media locali pubblicarono l'elenco dei passeggeri del volo 518 della Sánta Barbara Airlines. La maggior parte delle vittime erano venezuelane; Nello schianto morirono anche cinque colombiani e un americano.
I familiari e gli amici delle vittime crearono un sito web con informazioni relative all'incidente e alle sue vittime.

## L'incidente
Mérida, città universitaria e turistica situata sulle Ande, è circondata da un terreno più elevato con voli notturni vietati nel vicino aeroporto Alberto Carnevalli. Il 21 febbraio 2008, il volo 518 era l'ultimo volo di linea in partenza dall'aeroporto, con decollo alle 17:00 ora locale. Nella cabina c'era il comandante Aldino Garanito Gomez (età 36), un pilota di alto livello con oltre 5 000 ore di volo registrate, e il primo ufficiale Denis Ferrara Quintal (età 29). 
Poco dopo il decollo, l'ATR 42-300 a doppia turboelica finì contro una parete rocciosa chiamata "Indian Face" (in Spagnolo: La Cara del Indio). Nessuna richiesta di soccorso venne mandata dal velivolo prima dell'impatto.
Antonio Rivero, direttore nazionale della protezione civile, disse che i soccorritori avevano scoperto il luogo dell'incidente nello stato sud-occidentale di Mérida. Il capo regionale della protezione civile, Gerardo Rojas, dichiarò che le squadre di soccorso stavano correndo verso il luogo dell'incidente, difficilmente accessibile, sulle Ande. Gli abitanti dei villaggi di montagna dissero di aver sentito un rumore tremendo che pensavano potesse essere dovuto a uno schianto subito dopo la scomparsa e la perdita di contatto con il volo 518. Secondo la polizia locale, i rottami dell'aereo si trovavano a Páramo de Mucuchíes, nel settore di Collao del Cóndor, Páramo Piedra Blanca, vicino alla Laguna de la Perlada. L'operazione di ricerca venne condotta dalla città hub regionale di Barinas, nel Venezuela occidentale.
I servizi di soccorso aereo affermarono che l'aereo di linea si era schiantato a 10 chilometri dalla città montana di Mérida dopo il decollo. Gli investigatori individuarono i rottami dell'aereo che trasportava 43 passeggeri e 3 membri dell'equipaggio nelle montagne del Venezuela occidentale venerdì 22 febbraio 2008. Il sergente dei vigili del fuoco Jhonny Paz disse che i funzionari credevano che non ci fossero sopravvissuti e stavano inviando un elicottero sul luogo dell'incidente dopo una sosta per il rifornimento. "L'impatto è stato diretto. L'aereo è praticamente polverizzato", disse alla televisione venezuelana Globovisión. Presso l'istituto nazionale di aeronautica civile, il generale Ramón Vinas confermò <<dal tipo di impatto, presumiamo che non ci siano sopravvissuti>>.

## Le indagini
Il 22 febbraio 2008 si svolse in Venezuela una riunione della commissione d'inchiesta francese sugli incidenti aerei. Allo stesso tempo sarebbe stato presente un rappresentante di Aérospatiale, costruttore dell'aereo. Questo compromesso è attuato dalla Convenzione sull'aviazione civile internazionale dell'Organizzazione internazionale dell'aviazione civile (ICAO), che stabilisce che le autorità e i membri dei paesi intervenuti possono partecipare al chiarimento dei fatti e delle cause dell'incidente, in questo caso si tratta, della Francia paese produttore dell'aereo e del Venezuela, paese in cui è avvenuto l'incidente.
Il Cockpit Voice Recorder (CVR/"scatola nera") venne recuperato con successo dai rottami. Informazioni preliminari rilasciate il 28 luglio 2008 indicavano che l'equipaggio era partito da Mérida con l'attrezzatura di navigazione non funzionante e successivamente era rimasto disorientato nel terreno montuoso che circondava l'aeroporto, schiantandosi contro il fianco di una montagna mentre cercava di determinare la propria posizione. Le successive indagini concluseroconcluso che i piloti erano decollati senza aver effettuato le procedure pre-volo obbligatorie e avevano utilizzato una rotta di partenza non autorizzata.
Un rapporto di LagAd Aviation stabilì che la causa dell'incidente era stata l'omissione o l'uso improprio delle liste di controllo e delle procedure fondamentali per l'operazione di volo, causando la mancata inizializzazione del sistema di riferimento dell'atteggiamento e della rotta (AHRS) prima della corsa di decollo. I piloti volevano rispettare il programma dopo aver subito alcuni ritardi; avevano perso la cognizione del tempo mentre prendevano un caffè nel terminal, per poi scoprire che i passeggeri erano già a bordo dell'aereo. La pressione temporale fu un fattore che portò i piloti a omettere l'uso delle liste di controllo ed eseguire il pre-decollo così velocemente che era impossibile eseguire le procedure di verifica necessarie per garantire la sicurezza. La seconda causa dell'incidente era stata la decisione di decollare quando si erano già accorti che l'AHRS non era operativo, a causa dell'eccessiva sicurezza dei piloti, poiché il comandante aveva evitato la catastrofe su un volo precedente procedendo senza AHRS dallo stesso aeroporto. Dal momento in cui viene accesa l'alimentazione, l'aereo deve rimanere fermo per 180 secondi affinché l'AHRS sincronizzi le sue impostazioni, il che non è un problema dato il tempo impiegato dai piloti per completare le loro liste di controllo; invece, questi piloti affrettarono la loro lista di controllo, saltando alcuni passaggi e scegliendo consapevolmente di iniziare il decollo piuttosto che attendere altri 28 secondi per la sincronizzazione dell'AHRS. Volare senza l'AHRS significava che i piloti non potevano mantenere la rotta corretta nella visibilità limitata delle nuvole durante la loro ascesa.

## Conseguenze
Santa Bárbara Airlines intervenne in due occasioni; nel primo comunicato espresse le condoglianze alle famiglie dei passeggeri e dell'equipaggio deceduti nel tragico incidente e, inoltre, che si sarebbe prodigata in ogni modo per il loro trasporto e per qualsiasi servizio avessero richiesto. Nella sua seconda dichiarazione si riferiva alla revoca dell'ordine emesso dall'Istituto Nazionale di Aeronautica Civile in cui la compagnia era stata costretta a cessare le operazioni su cui erano utilizzati velivoli del tipo ATR 42-300, pertanto tutti i voli nazionali erano stati cancellati. I voli internazionali non furono interrotti e successivamente la rotta Mérida-Maiquetía sarebbe stata coperta normalmente, anche se i voli sarebbero stati reindirizzati all'aeroporto Internazionale Juan Pablo Pérez Alfonso di El Vigía, a circa novanta chilometri da Mérida.

## Nella cultura di massa
Il volo della Santa Bárbara Airlines 518 è stato analizzato nella dodicesima puntata, dal titolo 28 secondi allo schianto (28 Seconds to Survive), della dodicesima stagione di Indagini ad alta quota trasmesso su National Geographic Channel.